# Keresztező tárológyűrűk
A Keresztező tárológyűrűk (ISR: Intersecting Storage Rings) a CERN egyik részecskegyorsítója volt, amelyik két szinkrotronelven működő tárológyűrűből állt. Ez volt a világ első hadron-ütköztetője. 1971 és 1984 között működött, maximális tömegközépponti energiája 63 GeV volt. Kezdetektől fogva képes volt olyan részecskék keltésére, mint a J/ψ és az üpszilon, valamint észlelhető jetszerkezetek; jóllehet a részecskedetektorai nem voltak képesek nagy transzverzális impulzusú események észlelésére, azaz olyanokéra, melynél a nyalábhoz képest nagy szögben repülnek ki az ütközéskor keletkező részecskék: az ezt igénylő felfedezések az 1970-es évek közepére maradtak. Mégis az ISR építése sok fejlesztést követelt a gyorsítófizikában, mint a sztochasztikus hűtés, és luminozitásban rekordernek számított a hadronütköztetőknél amíg a Tevatron 2004-ben túl nem szárnyalta.

## Felépítése
Az ISR építésének tervét 1966-ban hagyták jóvá Victor Frederick Weisskopf főigazgatói mandátuma végén, és 1971-ben, Bernard Gregory mandátuma végén adták át. Az ISR számára 15 m széles, 150 m sugarú alagutat építettek. Ebben helyeztek el két tárológyűrű, amelyek 8 pontban metszették egymást. 
A fizikai célok eléréséhez, elég nagy áramerősségű és kis méretű nyalábot kellett létrehozni. Ehhez egy amerikai egyetemközi együttműködés (Midwestern Universities Research Association) által kidolgozott nyalábfelhalmozó technikát alkalmaztak. A protonnyalábokat a protonszinkrotron szolgáltatta, a felhalmozás végén a két tárológyűrűben 60 mm széles és 10 mm magas protonnyalábok keringtek, amelyek hosszú élettartama érdekében a nyalábok vákuumcsövében legalább 10-7–10-8 Pa nyomást terveztek, végül 4•10-10 Pa-t sikerült elérni. A nyalábok legnagyobb tömegközépponti energiája 63 GeV volt. 
A protonnyalábokkal 3 A maximális áramerősséget sikerült elérni, efölött a nyaláb instabillá vált. A probléma megoldásául gondolta ki Simon van der Meer a sztochasztikus hűtés eljárását, aki pesszimista volt az ISR tervezett céljait illetően. Ebben végül is nem volt igaza, ugyanakkor nem tűnt vele lehetségesnek továbbjavítani az ISR-t ezért egy időre félrerakta. Viszont az eljárás mégis ígéretesnek tűnt jövőbeli gyorsítók számára, ezért végül beépítették az ISR-ba is, hogy a gyakorlatban is kipróbálhassák. Ezután egyszer sikerült fenntartani egy nyalábot 345 órán keresztül. Van der Meer 1984-ben Nobel-díjat kapott, miután eljárása alapvetőnek bizonyult az 1980-as években az SPS működtetése során.

## Kísérletek
Az ISR nyalábjaival közvetlenül, tehát nem csak előgyorsítóként használva, 37 tudományos kísérletet folytattak le.